# 杉田庄一
杉田 庄一（すぎた しょういち、1924年（大正13年）7月1日 - 1945年（昭和20年）4月15日）は、日本の海軍軍人。戦死による二階級特進で最終階級は海軍少尉。

## 生涯
1924年7月1日、新潟県東頸城郡安塚村（現上越市）で大農家の次男として生れる。家が山中にあったので険しい山道を渡って麓にある学校に通い、雪の日でも休むことはなかった。そのため足腰が鍛えられ、杉田はよく「軍は厳しいとよく言うが俺の家の方がずっと厳しい」と語っていた。1940年（昭和15年）、舞鶴海兵団に入団。1941年2月、予科練丙3期に入り、戦闘機専修練習生となる。同期生には杉野計雄、谷水竹雄らがいる。

### 二〇四空
1942年（昭和17年）4月、第6航空隊に配属。6空は第3航空隊と台南海軍航空隊の搭乗員を軸に木更津基地で新編され、6月、MI作戦で占領予定のミッドウェー島に輸送中、ミッドウェー海戦の敗北を受け内地へ帰還した。10月、6空はラバウルへ進出し、前線基地ブインに展開する。11月、6空は第204海軍航空隊に改称。
1942年(昭和17年)12月1日、杉田は零式艦上戦闘機で対大型爆撃機の迎撃訓練中、本物のアメリカ陸軍爆撃機B-17と遭遇した。この戦闘で杉田は僚機と共に攻撃を仕掛け、杉田がB17の右主翼を体当たりで破壊して撃墜、初戦果をあげ、杉田自身も垂直尾翼を失った。戦闘機隊長小福田晧文によれば、この戦果は204空による初のB17撃墜であり、杉田も部隊も歓喜したが、一方で杉田は日頃、空中衝突はパイロットの恥と教えられていたためか気落ちした様子でもあったので、小福田はそれは訓練におけることであると励まし、杉田の肉迫攻撃を賞賛し一升瓶を贈与したという。その後も活躍を続け、杉田は204空の最多撃墜数保持者となる。杉田は「命を守るにはこれしかやれることはない」と言い、愛機の整備に余念がなかった。
1943年（昭和18年）4月18日、前線視察のため訪れていた連合艦隊司令長官山本五十六大将の一行が搭乗する一式陸上攻撃機2機の護衛に、全戦闘機6機の内の第一小隊三番機として杉田も参加。午前7時35分（日本時間）、この一連の動きを暗号解読によって察知していたアメリカ軍はブーゲンビル島上空にてP-38戦闘機16機で待ち伏せし、長官機および参謀長機と葉巻のように護衛する一団を発見、奇襲する。空中戦闘では、杉田の射撃で敵1機がエンジンから煙を噴き、他の敵1機が杉田機に来襲して交戦、逃げる敵機の翼根を撃って撃墜した。しかし、午前7時45-50分（日本時間）、一式陸攻2機は敵の攻撃で撃墜され、山本長官は死亡した。
この護衛の任に就いた六名は、その後の出撃で2ヶ月半の間に4人が戦死、1人が右手首を失う重傷を負い、8月26日、杉田も搭乗機のエンジンに被弾して機体が発火、落下傘降下で脱出し、全身に大火傷を負い内地へ送還された。数か月の治療とリハビリの後、大村航空隊の飛行教員に着任。ソロモン戦域最多撃墜数保持者として坂井三郎と共に表彰される。

### 二六三空
1944年（昭和19年）4月、第263航空隊（豹部隊）配属。笠井智一によれば、杉田はライフジャケットを軽く担いで現れ、玉井司令に無造作な敬礼をして、着任申告を済ませると、司令から杉田の紹介があり、杉田は隊員にも無造作な敬礼をして「何も言う事もないが、遠慮せずに俺についてこい」と挨拶した。兵舎に戻ると「俺の愛する列機来い」と列機となる笠井らを呼び、杉田が司令から貰ってきたという酒で酒盛りをしたという。杉田は怒ることはあったが、部下を殴るような人ではなかったという。
263空はグァムに本拠地を置き、マリアナ諸島・西カロリン諸島方面を転戦したが、6月、あ号作戦により壊滅する。残存した6機がペリリュー島に転進する途中、グラマンF6Fの襲撃を受け、5機が撃墜されたが、杉田は被弾で計器が破壊され洋上航法が困難な中、勘を頼りにペリリューまで辿り着いた。

### 二〇一空
1944年7月、263空の解隊に伴い、第201海軍航空隊に編入。杉田は分隊長の菅野直大尉の人柄と優れたリーダーシップに心服し、菅野の悪口を言うものには殴りかかった。
7月10日-23日、菅野直大尉率いるヤップ島派遣部隊に参加。B-24迎撃任務に当たる。派遣隊は撃墜17機（不確実9）撃破46機の戦果を上げ、第一航空艦隊司令長官から表彰を受けた。
1944年10月、神風特別攻撃隊が開始。杉田は特攻機直掩任務に当たったが、特攻命令はなかったため、笠井を連れて玉井司令に対して特攻に志願した。しかし、玉井は「特攻にはいつでも行ける、俺の代わりに内地で豹部隊の墓参りをしてこい」と命令され、1945年1月に内地帰還。

### 三四三空
1945年（昭和20年）1月第三四三海軍航空隊（二代目、剣部隊。以下「343空」とする）の戦闘301飛行隊「新選組」に配属。飛行隊長は菅野直大尉。杉田はその激烈な戦いぶりから「闘魂の塊」と渾名される一方、豪放磊落な人柄で人望も厚く「杉さん」の愛称で呼ばれた。自身の戦闘だけでなく後進の指導にも努め「空戦の神様」と言われた。343空では兄のように皆から慕われていた。343空にはベテランも多く集められたが、杉田はその中でも一番の撃墜数を持っていた。
訓練が行われた松山で、隊員らは親しかった今井琴子夫人と済美高女生徒らから紫のマフラーを贈られており、杉田のマフラーには名前と共に合言葉である「ニッコリ笑へば必ず墜す」が刺繍されていた。杉田には日本女子大出の才媛で美人の恋人がおり、343空の指揮所を訪ねてきたこともあった。
杉田と大村空、343空で同勤だった坂井三郎は教員として空戦講話をしたが激戦を経験した若い搭乗員には不評で、暴力をたびたび振るったことも反感を買い、杉田も坂井より8つ年下でありながら撃墜数も上回り戦場を勝ち抜いてきた誇りがあり、自分より若い搭乗員をジャク（未熟者）呼ばわりする坂井に「坂井は敵がまだ弱かった頃しか知らない、坂井がいなくなった後の方が大変であった」と言って対立した。343空でも「零戦は正しく整備、調整されていれば、たとえ手を離して飛んでも、上昇下降を繰り返してやがて水平飛行に戻る。意識を失って背面状態に入り、それが続くなんてことはない。だいたい、意識がないのにどうして詳しい状況が話せるんだ」と批判し、また「あんなインチキなこと言うやつはぶん殴ってやる」と公言し、飛行長の志賀淑雄少佐は、空戦に使える杉田を残し、坂井は異動させることに決めた。
3月19日、343空の初陣となる松山上空戦に参加。杉田は瞬く間に5機を撃墜して帰還した。帰還した杉田は「弾があればもっと落とせたのに」と言った。その戦闘で杉田は源田実司令から司令賞を受け表彰された。杉田の区隊は区隊撃墜賞を受ける。
343空が鹿屋基地に移った後の4月15日午後3時前後、敵機接近の報を受けて源田実司令は出撃命令を発する。しかし敵機グラマンF6Fヘルキャット数機が上空へ来襲したため、司令は離陸中止命令を出す。大部分は止まったが既に杉田と3番機宮沢豊美が滑走しており、発進中の杉田に敵が群がり撃墜され、黒煙を吐きながら基地滑走路の端に墜落炎上、戦死した。宮沢もその間に発進するが逃げ切れず撃墜される。杉田を撃墜したのはF6Fに搭乗していたVF-46所属ロバート・ウェザラップ少佐とされる。
杉田の死を受け隊長菅野直大尉は誰が見て分かるほどに落ち込み、源田司令も強い責任を感じていた。源田は杉田の2階級特進を具申し、単独撃墜70機、協同撃墜40機の功績を全軍布告されて少尉に昇格した。実際の撃墜数は120機以上だったとも言われる。
杉田の遺体は庶務を務める地上基地に運ばれていたが、木箱に納め裏山に放置されていたため、343空は「大切な人なんだ、なんとかならないか」と交渉したが、相手は少佐を立てたため、343空からも飛行長の志賀淑雄少佐を派遣して安置するように働きかけた。杉田の棺が放置されているのを見た源田司令は「杉田のようなやつをほっておくやつがあるか」と激高した。一晩安置した後に火葬するが、その最中に空襲があり、P-51マスタングのロケット弾によって遺体が吹き飛ばされた。
戦後、杉田の遺族は新潟から大阪に引っ越していたため、343空の慰霊式を開催した際に主催者の志賀淑雄（元飛行長）は遺族の行方を把握出来なかった。263空から列機を務めた笠井智一がわずかな情報から探し出すことに成功した。そこで杉田庄一の母から杉田庄一の死について遺骨も届かなかったことを聞いた笠井は志賀淑雄元飛行長と源田実元司令に相談した。元343空の調査で関係各所に問い合わせたものの、遺骨はたらい回しになり無縁仏として葬られたようだということが分かった。海上自衛隊出身の相生高秀元副長や志賀淑雄らの尽力で、戦死地点の鹿屋航空基地（海上自衛隊基地）に慰霊碑を建立した。

## 空戦
杉田は、素早く短時間で戦闘を済ませてすぐに戦場から離脱する、戦場の駆け引きを理屈ではなく体で覚えているような戦い方だった。杉田は、敵に対して逃げたり怯んだりはしない、俺が強いからじゃない、弱いから突っ込むんだ、この頑強な体が資本で、これがある限り戦い続けると言っている。
後進の指導にも力を入れ、辛抱強く面倒見の良い優しい性格に加えて豊富な実戦経験から体得した戦闘理論を余すことなく盛り込んだ指導方法は明快で無駄がなく非常に理解しやすかったため、周囲からは大変な好評を得ていた。杉田の列機であった笠井智一も彼の薫陶を受け、最若年搭乗者に属しながら撃墜約10機を達成している。高度6000メートルでP-38と会敵した場合、絶対に急降下して逃げるように教え、逃げれば相手は必ず追ってくるので、必ず勝てる低高度で機体を引き起こして垂直面の格闘戦に持ち込むように指導した。また、敵一機と思わせてもう一機の敵が待機しているエンドレス戦法（サッチウィーブ）に対する注意も促していた。特に編隊空戦を鉄則としており、とにかく絶対に編隊から離れないこと、空戦になっても敵を撃墜しようと考えずに一番機が撃ったら照準器など見なくてもいいから一緒に撃つように、そうすれば協同撃墜になると指導した。そして帰投後も必ず部下とミーティングを行い、次回戦闘への備えに余念がなかった。訓練では編隊を離れてしまう未熟者にも黙って指導したが、戦闘において編隊を離れた者には本気で叱った。また杉田は訓練の際に無駄な説明はせず、列機と共に空に上がって、まず杉田自身が模範飛行を行い、その後を列機に同じ操作をさせて追従するように指導したため、説明の難しい「捻り込み」なども彼が訓練を担当した列機は驚くほど短期間で覚えることができた。笠井は軍生活を通してこういった指導をしてくれる先輩は杉田だけであったと言い、343空において杉田区隊の徹底した編隊運動を可能にしたのは杉田の細やかな指導と紫電改の自動空戦フラップがあったからだろうと語っている。